# Xerosecta adolfi
Xerosecta adolfi é uma espécie de gastrópode  da família Hygromiidae.
É endémica de Espanha.